# Тиш Амброуз
Тиш Амброуз (англ. Tish Ambrose, род. 21 января 1955, Техас) — бывшая американская порноактриса. Снималась в период с 1981 до 1993 года. Лауреатка AVN Awards и XRCO Award.

## Биография
Тиш родилась 21 января 1955 года в Техасе. В школе была чирлидером. После окончания колледжа начала работать танцовщицей и стриптизершей в клубах штата Мэн, где познакомилась с порноактрисой Джорджиной Спелвин, известной по главной роли в фильме Дьявол в мисс Джонс, которая убеждала её также начать сниматься в фильмах для взрослых; в то время Амброуз решила отказаться от предложения.
В 1977 году, спустя некоторое время после этой встречи, когда Амброуз работала стюардессой и домработницей в общежитии и баре, она встретила Дэвида Амброуза, за которого она выйдет замуж в 1980 году и который станет окончательным фактором её вступления в порноиндустрию, которое произошло в 1981 году, когда Тиш было 26 лет.
Снималась для таких студий, как Gourmet Video Collection, Pleasure Productions, Wet Video, VCA Pictures, Prestige, Vidco, LA Video, Caballero, Command Video, AVC, Odyssey, Video Team, Fat Dog и другие.
В 1984 году получила XRCO Award в категории «лучшая актриса» за фильм Every Woman Has a Fantasy. В 1988 году была номинирована на AVN Awards в категории «лучшая актриса» за фильм Lilith Unleashed и победила в номинации «лучшая актриса второго плана» с ролью в фильме Firestorm II.
Развелась в конце 1980-х. Ушла из индустрии в 1993 году, снявшись в общей сложности в 94 фильмах.

## Награды и номинации
| Год  | Церемония  | Результат | Номинация                    | Работа                    |
| ---- | ---------- | --------- | ---------------------------- | ------------------------- |
| 1984 | XRCO Award | Победа    | Лучшая актриса               | Every Woman Has a Fantasy |
| 1988 | AVN Awards | Номинация | Лучшая актриса               | Lilith Unleashed          |
| 1988 | AVN Awards | Победа    | Лучшая актриса второго плана | Firestorm II              |

## Избранная фильмография
- American Babylon[9],
- Cabaret Sin[10],
- Decadence[11],
- Hot Lips[12],
- In Love[13],
- Maneaters[14],
- One Night In Bangkok[15],
- Perfection[16],
- Sex Aliens[17],
- Tunnel of Love[18],
- 1985: Voyeur[19],
- 1981: Cosmopolitan Girls,
- 1982: Erotic World of Angel Cash,
- 1983: Private Schoolgirls,
- 1984: Urges in Young Girls,
- 1986: Anal Angels,
- 1987: Firestorm 2,
- 1988: Fatal Erection,
- 1989: Girls Who Love Girls 6,
- 1990: Best of Ron Jeremy,
- 1992: Only the Best of Anal,
- 1993: Moon Rivers.